# Bulgarische Eishockeyliga 1988/89
Die Saison 1988/89 war die 37. Spielzeit der bulgarischen Eishockeyliga, der höchsten bulgarischen Eishockeyspielklasse. Meister wurde zum insgesamt achten Mal in der Vereinsgeschichte Lewski-Spartak Sofia.

## Modus
In der Hauptrunde absolvierte jede der fünf Mannschaften insgesamt 24 Spiele. Die beiden Erstplatzierten der Hauptrunde qualifizierten sich für das Meisterschaftsfinale. Für einen Sieg erhielt jede Mannschaft zwei Punkte, bei einem Unentschieden gab es einen Punkt und bei einer Niederlage null Punkte.

## Hauptrunde
|    | Klub                 | Sp | S  | U | N  | Tore   | Punkte |
| -- | -------------------- | -- | -- | - | -- | ------ | ------ |
| 1. | Lewski-Spartak Sofia | 24 | 20 | 2 | 2  | 186:36 | 42     |
| 2. | HK ZSKA Sofia        | 24 | 17 | 2 | 5  | 174:76 | 36     |
| 3. | HK Slawia Sofia      | 24 | 14 | 2 | 8  | 126:58 | 30     |
| 4. | Akademik Sofia       | 24 | 6  | 0 | 18 | 80:159 | 12     |
| 5. | HK Metalurg Pernik   | 24 | 0  | 0 | 24 | 44:281 | 0      |

Sp = Spiele, S = Siege, U = unentschieden, N = Niederlagen, OTS = Overtime-Siege, OTN = Overtime-Niederlage, SOS = Penalty-Siege, SON = Penalty-Niederlage

## Finale
- Lewski-Spartak Sofia – HK ZSKA Sofia 5:3/6:5